# Гийом дьо Поатие
Гийом дьо Поатие (известен и като Гийом IX Млади Аквитански, Гийом VІІ дьо Поатие, Гийом Трубадур) (на окситански: Guilhèm de Peitieus; * 22 октомври 1071, † 10 февруари 1126) е херцог на Аквитания и Гаскония, както и граф на Поатие. Той е първият известен трубадур. Гийом е прадядо на крал Ричард I Лъвското Сърце, „първи трубадур“ на Прованс. Наричат го „Франсоа Вийон на XII в.“

## Живот
Син е на херцог Гийом VIII от (Аквитания) от неговата трета съпруга Хилдегард от Бургундия. Раждането му е причина за голямо празненство в двора на Аквитания, но църквата го разглежда като незаконнороден поради по-ранни разводи на баща му и кръвното родство на родителите му. Това принуждава баща му да се отправи на поклонение в Рим и да потърси папско одобрение на третия си брак и да легитимира раждането на младия Гийом.
На 15-годишна възраст Гийом ІХ наследява херцогската титла след смъртта на баща си. През 1095 година Гийом кани папа Урбан II да дойде на Рождество в неговия двор. Папата го призовава да вземе участие в Първия кръстоносен поход, но Гийом е по-заинтересован да използва отсъствието на участника в похода Раймон IV Тулузки, чичо на Филипа, неговата втора жена. Гийом превзема Тулуза през 1098 година, като за това го грози отлъчване от църквата. Отчасти от желание да се помири с църквата, а отчасти от желание да пътешества, той взема участие в Кръстоносния поход през 1101 година. За да набере средства за това начинание, Гийом е принуден да заложи владенията си в Тулуза.
Гийом на два пъти е отлъчван от църквата, но и двата пъти се завръща в лоното ѝ. Първият път това става през 1114 година по подозрение в нарушения на събирането на църковните налози. Епископът на Поатие Пиер анатемосва херцога, но последният с меч в ръка настоява за опрощение на греховете. За втори път Гийом е отлъчен за отвличането на жената на своя васал виконт де Шателро – виконтеса Данжероса де Л’Ил-Бушар, извършено с нейно съгласие. Гийом я настанява в кулата Малбергион в замъка Поатие. Съпругата му Филипа търси помощ от папския легат, но Гийом отказва да се раздели с любовницата си. Унизената Филипа се оттегля през 1116 г. в абатство Фонтевро, където живее и първата му жена Ерменгарда Анжуйска.
От 1119 до 1123 г. Гийом воюва в съюз с краля на Арагон Алфонсо I против сарацините, отбранявайки новата столица Сарагоса. Между 1120 и 1123 г. сключва съюз с Кралства Кастилия и Леон. Аквитанските войски воюват заедно с кастилците за превземането на Кордова.

## Фамилия
Първи брак: през 1089 с Ерменгарда Анжуйска (1068 – 1 юни 1146), дъщеря на Фулк IV, граф Анжу. По всеобщо мнение тя е красива и образована, но страда от внезапна смяна на настроенията – от оживеност към намусеност. През 1091 г. след като не успява да зачене дете, тя е върната на баща си, а бракът е анулиран.
Втори брак: през 1094 (развод 1115) с Филипа Тулузка († 28 ноември 1117), дъщеря на Гийом IV, граф на Тулуза. Те имат децата:
- Гийом X (Аквитания) Свети (1099 – 9 април 1137), херцог на Аквитания и граф Поатие от 1026 година
- Раймон дьо Поатие (1099 или 1115, Аквитания – 29 юни 1149), княз на Антиохия по право на жена си от 1136 година
- Агнес; 1-ви брак от 1117 година — Емери VI († 1127), виконт Туар; 2-ри брак от 1135 година — Рамиро II Монаха (1075 – 16 август 1157), крал на Арагон
- Филипа; брак с — Елия IV дьо Талейран († сл. 1131), граф Перигор

Гийом има извънбрачна връзка с Данжероса де Л’Ил-Бушар, жена на Емери де Ларошфуко, виконт де Шателро. Те имат децата:
- Анри дьо Поатие († сл. 1132), епископ Соасон
- Аделаида дьо Поатие; мъж — Раул де Фай
- Сибила дьо Поатие († ок. 1134), абатиса на Сент

## Творчество
Той е хронологически първи от известните трубадури. Гийом Аквитански се счита за родоначалник не само на провансалската, но и европейската поезия. Жизнеописание от XIII век съобщава, че: „Граф Поатие е един от най-куртоазните хора на света, един от най-великите измамници на дами, и е добър рицар, галантен и щедър; и отлично съчинява и пее…“ .
До нас са достигнали 11 стихотворения, написани на езика „ок“, шест „кансони“, четири куртоазни „кансони“ и една особена „покайна песен“. Изследователите на творчеството на Гийом Аквитански Трубадур отбелязват поетическото съвършенство на стиховете му и тяхната ярка индивидуалност. Гийом IX Трубадур понякога дори е наричан „Вийон на XII век“.